# Libertas Trogylos Basket 1983-1984
La stagione 1983-1984 della Libertas Trogylos Basket è stata la quarta disputata in Serie A2 femminile.

## Rosa
| Giocatrici |
| ---------- |

| N° | Naz.              | Ruolo | Sportivo           | Anno | Alt. |  |
| -- | ----------------- | ----- | ------------------ | ---- | ---- |  |
|    | Italia (bandiera) | P     | Roberta Gitani     | 1963 |      |  |
|    | Italia (bandiera) | G     | Patrizia Schiavone | 1966 | 168  |  |
|    | Italia (bandiera) | C     | Vilma Vinci        | 1960 | 180  |  |
|    | Italia (bandiera) |       | Eleonora Palmas    |      |      |  |
|    | Italia (bandiera) |       | Floriana Garuccio  |      |      |  |
|    | Italia (bandiera) |       | Giordano           |      |      |  |
|    | Italia (bandiera) |       | Amari              |      |      |  |
|    | Italia (bandiera) | G     | Rosanna Guarino    | 1964 | 165  |  |
|    | Italia (bandiera) |       | Altobelli          |      |      |  |
|    | Italia (bandiera) | G     | Sofia Vinci        | 1966 | 175  |  |

| Staff tecnico             |
| ------------------------- |
| Allenatore: Santino Coppa |